# Anyang
Anyang (en chino, 安阳; pinyin, Ān·Yáng) es una ciudad-prefectura de cerca medio millón de habitantes (en la zona céntrica) ubicada al norte de la provincia de Henan en China.  Es cabecera del municipio nivel prefectura de Anyang el cual cuenta con una población de 5,25 millones de habitantes.

## Administración
La ciudad prefectura de Anyang se divide en 9 localidades que se administran en 4 distritos urbanos, 1 ciudad suburbana y 4 condados rurales.
- Distrito de Beiguan (北关区)
- Distrito de Wenfeng (文峰区)
- Distrito de Yindu (殷都区)
- Distrito de Long'an (龙安区)
- Ciudad de Linzhou (林州市)
- Condado de Anyang (安阳县)
- Condado de Tangyin (汤阴县)
- Condado de Hua (滑县)
- Condado de Neihuang (内黄县)

## Toponimia
El topónimo Anyang se compone de los sinogramas An (tranquilidad) y Yang (norte). Muchos lugares de China, en el nombre llevan "Yang" porque están situadas al norte de un río (siguiendo las tradición del Feng shui con el Yin y yang).
Según una teoría, en el año 257 aC, el estado Qin conquistó la ciudad de Ningxinzhong (宁新中 "el centro de la nueva Ning «tranquilidad»") que pertenecía al estado Wei. Dado que los caracteres 'Ning' (宁) y 'Ān' (安) son sinónimos (ambos indican 'tranquilidad'), se modificó 'Ning' por 'Ān', y ya que dicha ciudad se ubicaba al norte del río Qi (淇水) se le añadió el sufijo Yang, de ahí el nombre An-Yang.

## Historia
Xiaonanhai, en el extremo occidental de la ciudad, estuvo habitado por los hombres de las cavernas prehistóricas durante la Edad de Piedra. Se han descubierto en ellas más de 7000 artefactos (incluyendo herramientas de piedra y fósiles de huesos de animales), que representan lo que se ha llamado la cultura de Xiaonanhai.
Se dice que, alrededor del año 2000 a. C., el legendario rey-sabio Zhuanxu y el emperador Ku establecieron sus capitales en el área alrededor de Anyang desde donde gobernaban sus reinos. Sus mausoleos se encuentran en lo que hoy es la ciudad de Sanyang, al sur del condado de Neihuang. A principios del siglo XIV a. C., el rey Pangeng de la dinastía Shang estableció su capital a unos 2 km al norte de la moderna ciudad, a orillas del río Huan (un afluente del río Amarillo). La ciudad, conocida como Yin, fue la primera capital estable en la historia de China y por ello la dinastía que la fundó también llegaría a ser conocida como la dinastía Yin. La capital sirvió a 12 reyes de 8 generaciones, incluyendo a Wu Ding, bajo el cual la dinastía alcanzó el cenit de su poder, hasta que una nueva dinastía, la fundada por el rey Wu de Zhou la sustituyó en 1046 a. C..
El Condado Tangyin de Anyang fue la sede de la villa Yue, lugar de nacimiento del famoso general de la dinastía Song, Yue Fei.  Aquí también vivió Zhou Tong, tutor de artes militares de Yue (aunque algunas fuentes de ficción lo sitúan en Shaanxi).
La ciudad fue conocida como Zhangde (彰德) hasta 1912, cuando recibió su nombre actual de Anyang, tras el establecimiento de la República de China.
En agosto de 1949, la prefectura de Anyang fue separada de Henan y, junto con Puyang y Xinxiang, enviada a la provincia experimental de Pingyuan, de corta duración, por el gobierno comunista gobernante. Las tres fueron finalmente devueltas al territorio de Henan en noviembre de 1953, con la disolución de Pingyuan.

## Economía
La apertura de la ciudad al mundo exterior ha permitido extender sus relaciones económicas y comerciales para progresar rápidamente. Dieciséis empresas de capital extranjero han sido establecidas. Recientemente la ciudad estableció una zona de desarrollo económico y tecnológico con una superficie total de 22.8 kilómetros cuadrados, una serie de políticas preferenciales para atraer a muchas empresas nacionales chinas y extranjeras.

## Geografía
Anyang tiene una superficie de 7413 km², cuenta con una población de 5,25 millones y limita con los municipios de Puyang al este, Hebi y Xinxiang al sur, y las provincias de Shanxi y Hebei al oeste y al norte, respectivamente.  Al oeste del municipio se localizan los montes Taihang, mientras que la planicie del norte de China se extiende hacia el este; el Huang He, o río Amarillo, atraviesa la ciudad de Anyang.  El distrito municipal tiene una superficie de 543,6 km² y una población urbana de 1.012.000 habitantes.

## Clima
Anyang presenta una precipitación anual promedio de 606,1 mm, una temperatura anual promedio de 13,6 °C y una presión barométrica anual promedio de 1001,5 hPa.
| Parámetros climáticos promedio de Anyang (1971-2000) | Parámetros climáticos promedio de Anyang (1971-2000) | Parámetros climáticos promedio de Anyang (1971-2000) | Parámetros climáticos promedio de Anyang (1971-2000) | Parámetros climáticos promedio de Anyang (1971-2000) | Parámetros climáticos promedio de Anyang (1971-2000) | Parámetros climáticos promedio de Anyang (1971-2000) | Parámetros climáticos promedio de Anyang (1971-2000) | Parámetros climáticos promedio de Anyang (1971-2000) | Parámetros climáticos promedio de Anyang (1971-2000) | Parámetros climáticos promedio de Anyang (1971-2000) | Parámetros climáticos promedio de Anyang (1971-2000) | Parámetros climáticos promedio de Anyang (1971-2000) | Parámetros climáticos promedio de Anyang (1971-2000) |
| Mes                                                  | Ene.                                                 | Feb.                                                 | Mar.                                                 | Abr.                                                 | May.                                                 | Jun.                                                 | Jul.                                                 | Ago.                                                 | Sep.                                                 | Oct.                                                 | Nov.                                                 | Dic.                                                 | Anual                                                |
| ---------------------------------------------------- | ---------------------------------------------------- | ---------------------------------------------------- | ---------------------------------------------------- | ---------------------------------------------------- | ---------------------------------------------------- | ---------------------------------------------------- | ---------------------------------------------------- | ---------------------------------------------------- | ---------------------------------------------------- | ---------------------------------------------------- | ---------------------------------------------------- | ---------------------------------------------------- | ---------------------------------------------------- |
| Temp. máx. media (°C)                                | 4.4                                                  | 7.9                                                  | 13.8                                                 | 21.7                                                 | 27.1                                                 | 31.8                                                 | 31.7                                                 | 30.4                                                 | 26.8                                                 | 21.2                                                 | 13.0                                                 | 6.6                                                  | 19.7                                                 |
| Temp. mín. media (°C)                                | −5.1                                                 | −2.4                                                 | 3.0                                                  | 10.0                                                 | 15.1                                                 | 20.1                                                 | 22.7                                                 | 21.6                                                 | 16.3                                                 | 9.9                                                  | 2.5                                                  | −3.0                                                 | 9.2                                                  |
| Precipitación total (mm)                             | 4.8                                                  | 7.7                                                  | 17.8                                                 | 23.1                                                 | 39.7                                                 | 60.7                                                 | 178.7                                                | 123.3                                                | 44.8                                                 | 34.2                                                 | 16.3                                                 | 5.8                                                  | 556.9                                                |
| Días de precipitaciones (≥ 0.1 mm)                   | 2.2                                                  | 2.9                                                  | 4.4                                                  | 4.6                                                  | 6.6                                                  | 7.5                                                  | 12.2                                                 | 10.1                                                 | 7.1                                                  | 5.4                                                  | 3.8                                                  | 2.4                                                  | 69.2                                                 |
| Horas de sol                                         | 142.0                                                | 148.9                                                | 180.2                                                | 219.4                                                | 251.6                                                | 232.5                                                | 190.2                                                | 200.1                                                | 187.1                                                | 180.2                                                | 152.8                                                | 140.3                                                | 2225.3                                               |
| Humedad relativa (%)                                 | 60                                                   | 57                                                   | 57                                                   | 57                                                   | 60                                                   | 60                                                   | 77                                                   | 80                                                   | 73                                                   | 69                                                   | 67                                                   | 64                                                   | 65.1                                                 |
| Fuente: China Meteorological Administration          |                                                      |                                                      |                                                      |                                                      |                                                      |                                                      |                                                      |                                                      |                                                      |                                                      |                                                      |                                                      |                                                      |

## Ciudades hermanas
- Lethbridge.